# Partizipation (Kunst)
Der Begriff Partizipation [Participatio (lat.), aus pars (Teil) und capere (ergreifen, aneignen, fangen)] bezeichnet in der Kunst die Teilhabe, Beteiligung oder Mitgestaltung der Rezipienten an einer künstlerischen Arbeit. Bei der künstlerischen Arbeit kann es sich sowohl um eine Arbeit aus den Gattungen der bildenden Künste, der darstellenden Künste, der Musik, der Literatur oder auch des Films handeln. Der Begriff Partizipation bezieht sich auf Teilhabe aus zwei verschiedenen Blickwinkeln, von Seiten der Künstlern und aus der Sicht des Publikums. Dabei differenziert sich die Teilhabe in verschiedene Grade sowohl unter Künstlern als auch beim Publikum. Denn auch das Publikum ist nicht als eine homogene Gruppe zu verstehen, sondern teilt sich in einzelne Rezipienten, deren Wahrnehmungen sich unterscheiden und die dadurch auf verschiedene Weise partizipieren.
Ausgangspunkt von partizipativen Praxen kann die Absicht sein, Kontakt herzustellen, im Sinne des Teilens von Erfahrungen, Wissen oder sinnlichem Erleben. Demnach ist Partizipation vorwiegend ein kommunikativer Akt. Sie ist ebenso die Voraussetzung und gleichzeitig begleitende Erscheinung für sämtliche künstlerische Vorhaben.
Eine andere Intention kann der Wunsch nach Mitbestimmung und Einflussnahme sein.
Partizipative Praxen sind prozesshaft, nicht immer zeitlich eindeutig einzugrenzen und werden von explizit formulierten oder stummen Vereinbarungen bestimmt. Diese Vereinbarungen speisen sich aus sozialen, kulturellen und politischen Normen, Regeln und Werten. Sie sind von Bedingungen in Institutionen als auch von ökonomischen Verhältnissen geprägt und spiegeln sich gleichzeitig darin im Bezug auf geschichtliche Entwicklungen wider. Die expliziten Vereinbarungen können beispielsweise zu Beginn einer Performance dem Publikum als eine Art von Spielregeln oder Möglichkeiten des Ablaufes mitgeteilt werden.
Partizipative Praxen der Künste sind in allen Kulturen der Welt zu beobachten – oft sogar an der Schnittstelle zu politischen oder sozialen Praxen. Im Folgenden wird, mit wenigen Ausnahmen, vor allem auf den mitteleuropäischen und US-amerikanischen Raum Bezug genommen.

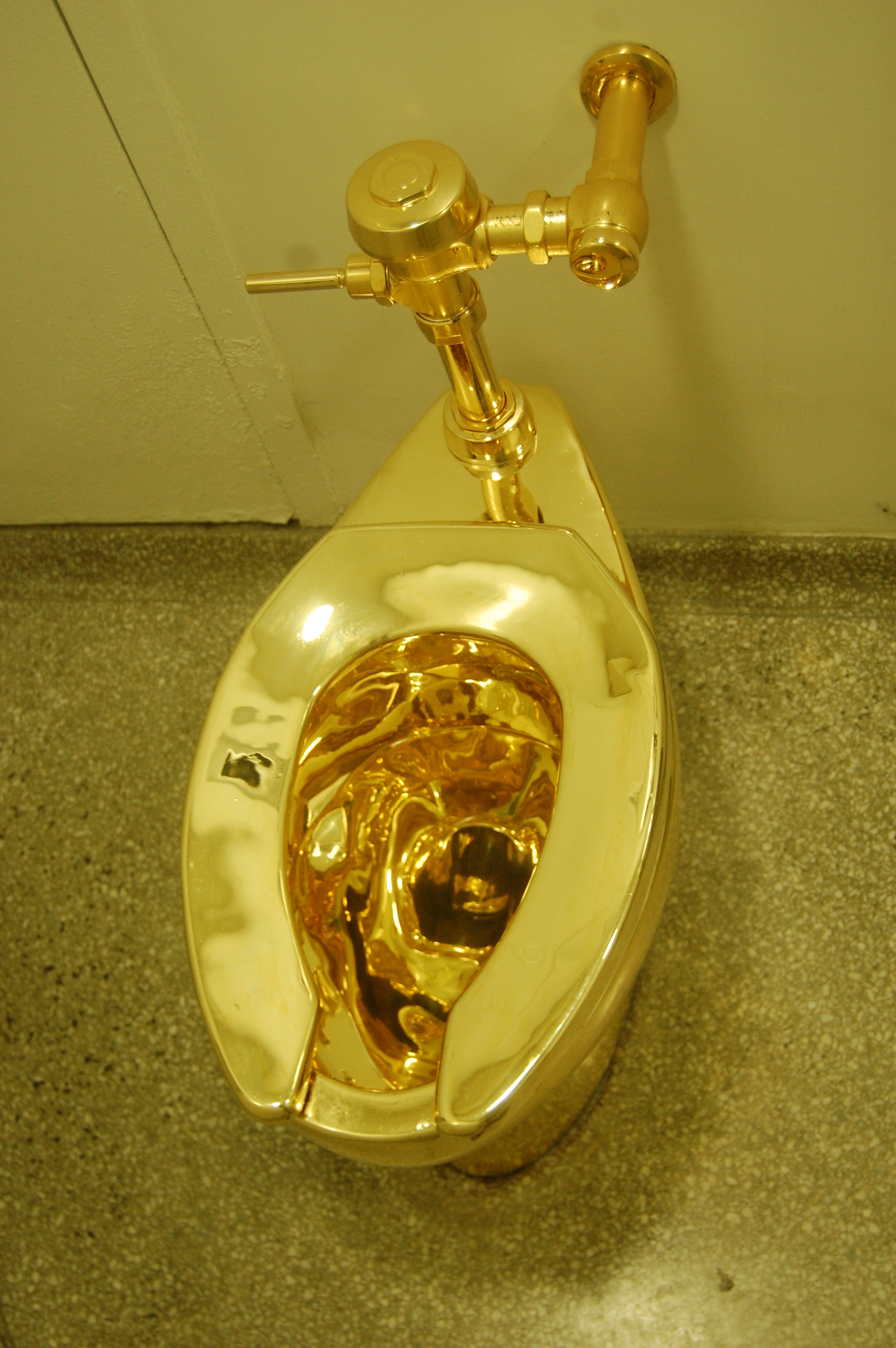
Maurizio Cattelans Skulptur America wurde 2016 von den Besuchern des Guggenheim-Museums als Toilette genutzt.

## Partizipation in performativen Künsten

### Formen von Partizipation

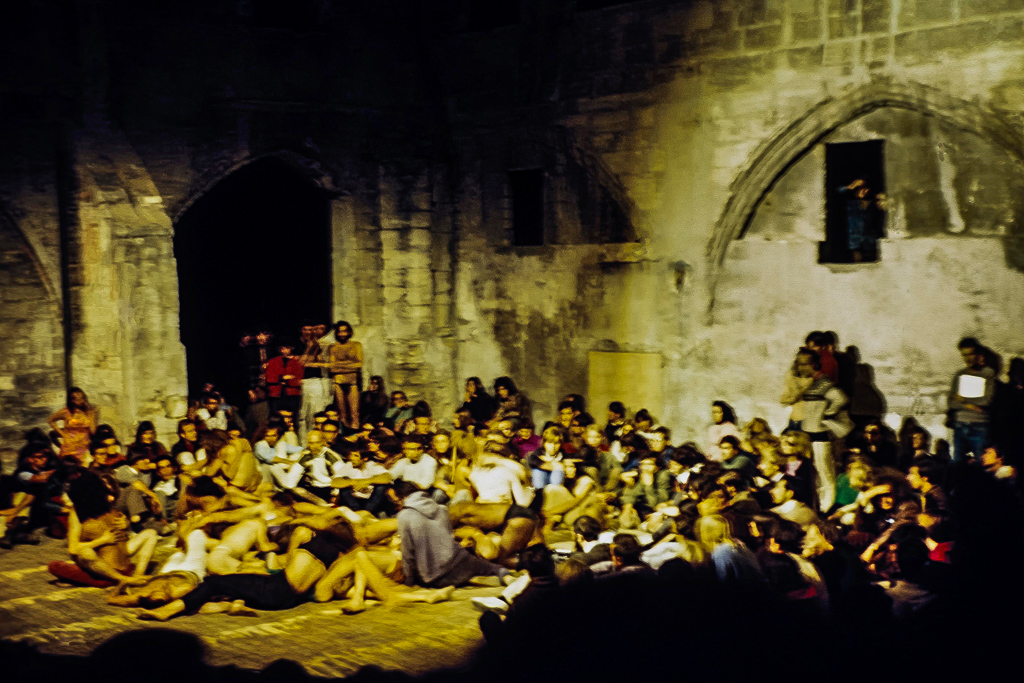
Living Theatre, Festival d'Avignon, 1968

Je nach Aktivität und Handlungsspielraum besteht ein gradueller Unterschied zwischen aktiver und passiver Partizipation. Die bloße Anwesenheit im Zuschauerraum eines klassischen Theaterhauses kann bereits als Form der Partizipation gelten. So ist es nicht auszuschließen, dass von den Zuschauern Äußerungen hervorgebracht werden, die die Schauspieler auf der Bühne in ihrem Spiel beeinflussen (z. B. durch Husten, Räuspern, mit den Füssen scharren, Zwischenrufe, vorzeitiges Verlassen des Saales, allgemeine Unruhe, Gespräche unter den Zuschauern etc.). Oft wird Partizipation jedoch als dezidiertes Miteinbeziehen der anwesenden Zuschauer verstanden. Diese bekommen so die Möglichkeit, in einer Aufführung oder an einem Kunstwerk in einem gemeinhin vorher festgelegten Rahmen in das künstlerische Gesamtgeschehen mit einzugreifen.

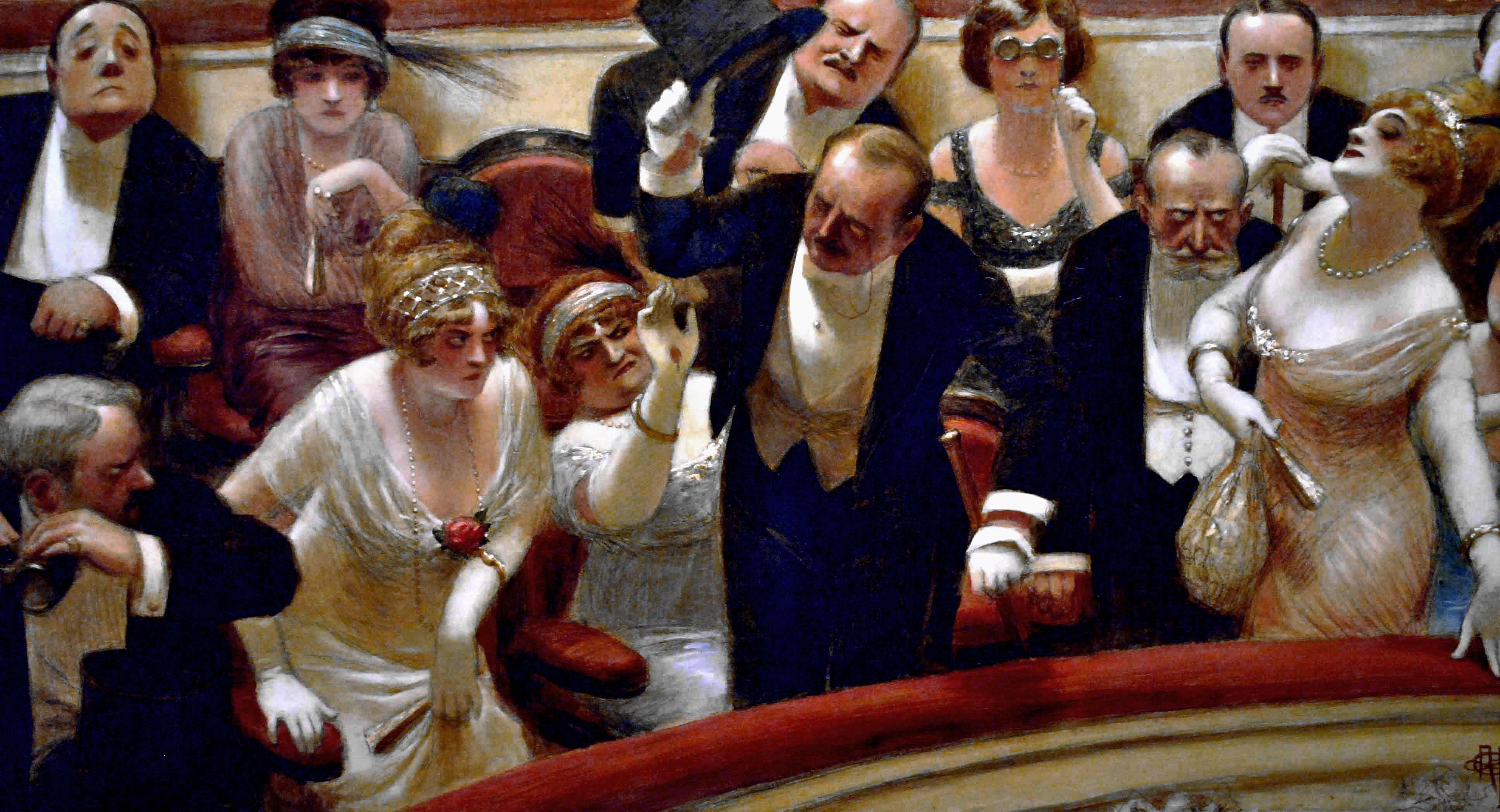
Albert Guillaume: Les retardataires, 1914.
Dargestellt sind unterschiedliche Affekte eines Publikum, der Anlass sind Theaterbesucher, die verspätet ihre Plätze beziehen.

Bei aktiven Formen von Partizipation wird meist von der Inklusion eines Publikums durch Aufforderungen zum Handeln ausgegangen. Dies kann beispielsweise durch eine direkte Befragung des Publikums, welches mit „Ja“- und „Nein“-Karten ausgestattet ist, oder durch andere technische Geräte geschehen und somit sichtbar gemacht werden. Der Zuschauer kann außerdem durch den Schauspieler, der nicht mehr als solcher, sondern als „realer“ Mensch auf die Bühne tritt, zum Partizipieren bewegt werden, indem er sich dem „realen“ Menschen gegenüber nicht mehr nur als Betrachter verhalten muss. Zum anderen kann eine gezielte Provokation das Publikum zum Handeln auffordern, wenn etwa gängige Normen der Theatersituation in radikaler Weise gebrochen werden oder das Publikum direkt angesprochen wird. Dabei können Einzelpersonen, sowie verschiedene Gruppen, angesprochen werden und auf diesem Weg vorherige Gruppenbildungen und Identifikationsprozesse sichtbar gemacht werden. Es stellt sich die Frage, inwieweit das Publikum dabei um eine Aufführungssituation wissen muss. D.h. ob aus eigener Entscheidung heraus eine theatrale Situation aufgesucht wird, oder ob eine solche Situation auch aufgezwungen werden kann, exemplarisch wenn jemandem auf der Straße eine inszenierten Situation begegnet.
Eine passive Partizipation ist bspw. der Akt des Zuschauens. Dabei wird nicht nur wahr- und aufgenommen, was bereits von anderen Parteien (z. B. den Schauspielern, Performern, Regisseuren) als zu sendender Inhalt vordefiniert wurde, sondern Wahrnehmungsinhalte werden interpretiert und entstehen neu. Performer können niemals alle möglichen Interpretationen überblicken, diese sind immer pluralistisch.
Teilweise sollen Formen der Partizipation als Katalysator einer Sichtbarmachung fungieren, wie etwa von bestimmten Normen. Sie sollen Handlungsanweisung in bestimmten Situationen sein. Eventuell werden sie zur Aktivierung von Zuschauern zum Zwecke eines bloßen Aktionismus eingesetzt (im Sinne von „mehr Aktion gegen Langeweile“) oder als (politisches) Instrument der Einübung bzw. Legitimation von Handlungen im Sinne einer Demokratisierung von Kunst angewendet.

### Theoretische Positionen zum Begriff der Partizipation

#### Theodor W. Adorno
Theodor W. Adorno spricht von der Schwierigkeit, Partizipation in der Kunst zu bewirken. Seiner Ansicht nach findet Kunst immer abgekoppelt vom „wirklichen“ Leben statt. Eine Kunst, die versucht das Leben zu imitieren, würde scheinheilig und borniert daherkommen.

#### Claire Bishop
Claire Bishop bringt den social turn in contemporary art, also u. a. die Hinwendung zu sozialen Kontexten in der Zeitgenössischen Kunst, mit dem Kollaps einer kollektivistischen gesellschaftlichen Vision der historischen Avantgarde 1917 in Europa in Zusammenhang. Sie betrachtet die Neoavantgarde, die Protestbewegungen der 1968er Jahre und den Fall des Kommunismus im Jahr 1989 als zentrale Punkte für diese Transformation.
Laut Bishop sei demnach „a restoration of the social bond through a collective elaboration of meaning“ (auf Deutsch „eine Wiederherstellung der sozialen Bindung durch eine kollektive Ausarbeitung der Bedeutung“) die treibende Kraft für partizipative Kunst. Diese kann auf zwei verschiedene Arten erreicht werden: entweder durch konstruktive Gesten von sozialem Einfluss, die eine Alternative zu den Ungerechtigkeiten der Welt darstellen, oder mittels einer „nihilist redoubling of alienation“ (auf Deutsch „nihilistische Verdoppelung der Entfremdung“), einer Verneinung der Verneinung. Charakteristisch für die Zeitgenössische Kunst der 1990er Jahre ist das Begehren, das traditionelle Verhältnis zwischen Kunstobjekt, Künstler und Publikum herauszufordern und zu revidieren.

“…the artist is conceived less as an individual producer of discrete objects than as a collaborator and producer of situations; the work of art as a finite, portable, commodifiable product is reconceived as an ongoing or long-term project with an unclear beginning and end; while the audience, previously conceived as a ‘viewer’ or ‘beholder’, is now repositioned as a co-producer or participant.”

„… der Künstler wird weniger als individueller Produzent diskreter Objekte denn als Mitarbeiter und Produzent von Situationen verstanden; Das Kunstwerk als endliches, tragbares und kommerzialisierbares Produkt wird als fortlaufendes oder langfristiges Projekt mit unklarem Anfang und Ende neu konzipiert. während das Publikum, das zuvor als „Zuschauer“ oder „Betrachter“ gedacht war, nun als Koproduzent oder Teilnehmer neu positioniert wird.“

Bishop kritisiert die Anwendung ethischer Kriterien auf Kosten künstlerischer Werte bei der Beurteilung partizipativer Projekte. Die Annahme, Ästhetik sei ein unabhängiges Reich von Erfahrung, verfehle und reduziere auf diese Weise das erlaubte Reich der Ästhetik. Diese Praxis ließe keinen Raum für Paradoxes, Perversität und Verneinung innerhalb der Ästhetik. Zweitens unterschätze die aktiv / passiv – Binarität die Partizipierenden. Bishops Lesart von Rancière zeigt auf, dass die Binarität von aktivem / passivem Zuschauerverhalten bzw. guter kollektiver / schlechter singulärer Autorschaft nicht konstruktiv ist. In dieser Anordnung wird den Partizipierenden eine „Position der Impotenz“ zugeschrieben, die durch diese Sichtweise noch verstärkt wird.
Anstatt sich beim Beurteilen partizipativer künstlerischer Arbeiten auf nachweisbaren sozialen Einfluss zu konzentrieren, insistiert Bishop auf eine vielfältig nuancierte Sprache, um den künstlerischen Status dieser Projekte zu adressieren. Zugleich betont sie die Autonomie unserer Erfahrungen in Bezug auf Kunst: „...die Ästhetik im Sinne von Aiesthesis; ein autonomes Regime von Erfahrungen, das nicht auf Logik, Vernunft oder Moral zu reduzieren ist.“
Als Beispiel in ihrer Auseinandersetzung über den von Nicolas Bourriaud geprägten Begriff der relationalen Ästhetik (Relational art/relational aesthetics) führt Claire Bishop die Arbeiten des thailändischen Aktions- oder Performance-Künstlers Rirkrit Tiravanija an, denen von Kritikern und dem Künstler selbst die Einbeziehung des Publikums als deren Hauptgegenstand zugeschrieben wird. Dabei sieht Bishop in Tiravanijas Arbeit nicht nur das Verlangen, die Unterscheidung zwischen institutionellem und sozialem Raum zu unterlaufen, sondern auch die zwischen Künstler und Publikum. Tiravanijas Arbeit Untitled (Tomorrow Is Another Day) (1996, Kölnischer Kunstverein) beschreibt sie wie folgt:

“Here, Tiravanija built a wooden reconstruction of his New York apartment, which was made open to the public twenty-four hours a day. People could use the kitchen to make food, wash themselves in his bathroom, sleep in the bedroom, or hang out and chat in the living room. The catalog accompanying the Kunstverein project quotes a selection of newspaper articles and reviews, all of which reiterate the curatorʼs assertion that 'this unique combination of art and life offered an impressive experience of togetherness to everybody'.”

„Hier baute Tiravanija eine hölzerne Rekonstruktion seiner New Yorker Wohnung, die der Öffentlichkeit rund um die Uhr zugänglich war. Die Menschen konnten die Küche nutzen, um Essen zuzubereiten, sich in seinem Badezimmer zu waschen, im Schlafzimmer zu schlafen oder im Wohnzimmer abzuhängen und zu plaudern. Der Katalog zum Kunstverein-Projekt zitiert eine Auswahl von Zeitungsartikeln und Rezensionen, die allesamt die Aussage des Kurators bekräftigen, dass „diese einzigartige Verbindung von Kunst und Leben allen ein beeindruckendes Erlebnis des Miteinanders bot“.“

Laut Bishop sieht Bourriaud im Konzept der relationalen Ästhetik, mit dem sich die Arbeiten Tiravanijas beschreiben ließen, nicht nur die Theorie einer interaktiven Kunst vertreten, sondern darin ein Instrument, mit dem gegenwärtige Praktiken in unserer Kultur ausfindig gemacht werden können. So ließe sich relational art auch als eine direkte Antwort auf den Übergang von einer am Austausch von Waren hin zu einer an Dienstleistungen orientierten Ökonomie erkennen.

#### Allan Kaprow
Der Künstler und Kunsttheoretiker Allan Kaprow versuchte in seinen Happenings, z. B. eine scheinbar passive Zuschauerhaltung zu durchbrechen, bei welcher die Gäste in eine Haltung des bloßen Zuschauens verfallen oder, nach ihrer Meinung gefragt, immer gleiche, vorhersagbare, stereotype Antworten gaben, sondern selbst beteiligt waren. Um dies zu erreichen, wollte er mit allen Anwesenden eines Happenings schon vor der eigentlichen Aktion die möglichen Rollen- und Aktionspotenziale besprechen und ihre Meinungen und Handlungen miteinbeziehen. Eine zeitliche Eingrenzung einer Aufführung (z. B. eines Werkes) im klassischen Sinne wird hier durchbrochen; die vorherige Besprechung mit dem Publikum könnte als eine Art der Aufführung beschrieben werden und eben dadurch würde die gesamte erlebte Zeit zu einem gemeinsamen Happening werden.
Auch die an der Produktion beteiligten Künstler könnten ihre antrainierten und teils festgefahrenen Verhaltensweisen ihrer jeweiligen Kunst lösen, um sie lebendiger zu machen.

“It follows that audiences should be eliminated entirely. All the elements – people, space, the particular materials and character of the environment, time – can in this way be integrated. And the last shred of theatrical convention disappears. For anyone once involved in the painter's problem of unifying a field of divergent phenomena, a group of inactive people in the space of a Happening is just dead space. It is no different from a dead area of red paint on a canvas. Movements call up movements in response, whether on a canvas or in a Happening. A Happening with only an empathic response on the part of a seated audience is not a Happening but stage theatre.”

„Daraus folgt, dass das Publikum vollständig eliminiert werden sollte. Alle Elemente – Menschen, Raum, die jeweiligen Materialien und Beschaffenheiten der Umgebung, Zeit – können auf diese Weise integriert werden. Und der letzte Rest theatralischer Konvention verschwindet. Für jeden, der sich einmal mit dem Problem des Malers beschäftigt hat, ein Feld unterschiedlicher Phänomene zu vereinen, ist eine Gruppe inaktiver Menschen im Raum eines Happenings nur toter Raum. Es unterscheidet sich nicht von einem toten Bereich roter Farbe auf einer Leinwand. Bewegungen rufen Reaktionen als Reaktion hervor, sei es auf einer Leinwand oder in einem Happening. Ein Happening, bei dem nur eine empathische Reaktion seitens eines sitzenden Publikums erfolgt, ist kein Happening, sondern Bühnentheater.“

#### Hans Thies-Lehmann
Hans-Thies Lehmann beschreibt Partizipation als einen Vorgang, der im Wunsch begründet liegt, mehr Mitbestimmung zu erhalten, und weist auf eine Schwäche der Demokratie hin. Hier liegt auch der Wunsch nach Partizipation im Theater begründet, welches „ein Ort der Manifestation, des Ausdrucks, auch der Forderung solcher Gruppen sein [soll], die man oft als die ‚Stimmlosen‘ bezeichnet.“
Die ästhetische Dimension von Partizipation spiegelt sich im postdramatischen Theater wider, wobei die hervorgebrachte Wirklichkeit aller Beteiligten (Performer und Publikum) kontinuierlich mehr in den Fokus gerückt wird, was zuvor beim ästhetische Produkt einer Inszenierung der Fall war. Wenn Partizipation bei allen Beteiligten stattfindet, wird auch die Grenze zwischen Laien und professionellen Performern geringer.
Hans-Thies Lehmann äußert sich jedoch auch kritisch gegenüber partizipativen Formen. Bei partizipativen Strukturen (in Politik und Theater), zeigt sich, dass Partizipation kaum real ist. Scheinbar demokratische Strukturen greifen nur oberflächlich. Die künstlerische Idee lässt sich nicht durch Partizipation ersetzen, sodass Kunst immer bis zu einem gewissen Grad exklusiv bleibt und durch unterschiedliche Bildungsprivilegien und Folgen objektiver Faktoren der Lebenswelt beeinflusst wird. Partizipation im Sinne von Beteiligung an Theaterprojekten von sogenannten bildungsfernen Schichten sei prinzipiell eine gute Sache, dürfe aber nicht als Lösung gesehen werden, da es nur für wenige Wirklichkeit zu sein scheint.
Die Produktionsstruktur in der Institution Theater steht bei Partizipation immer mit zur Debatte. Solange die bestehenden Strukturen, die auf ein Theaterverständnis des 19. Jahrhunderts zurückzuführen sind, nicht aufgelöst werden, sei Partizipation auf künstlerischer Ebene nur Fassade.

#### Irit Rogoff
Um zwischen Abstufungen von bloßer Teilhabe und aktivem Mitgestalten genauer zu unterscheiden, spricht die in London lehrende Kunsthistorikerin Irit Rogoff von gelenkter Partizipation und nicht gelenkter Partizipation (directed bzw. undirected participation). Damit entwickelt sie ein Denkmodell, das über eine Unterscheidung von aktiver und passiver Partizipation hinausweist. Mit dieser Haltung widerspricht sie der Annahme, das Unterlassen einer Handlung sei keine bewusste Entscheidung und demnach nicht Ausdruck von Beteiligung.
Sie beschreibt die Museumssituation, in der Vorgänge von institutionell gelenkter Aufmerksamkeit stattfinden. Hochkultur (High culture) verlange demnach nach einer ungeteilten Aufmerksamkeit (total attention), die in eine bestimmte Richtung gelenkt werden soll. Im institutionellen Rahmen des Museums stellt Rogoff zwei Glaubensmodelle (two sets of beliefs) fest: zum einen den übergeordneten Glauben an die Singularität des Kunstwerks; zum anderen die Gewährleistung des Zugangs zum Kunstwerk durch ungeteilte Aufmerksamkeit. Sie schlägt vor, diese zwei Konzepte der Singularität und der ungeteilten Aufmerksamkeit zu entwirren, um das Verhältnis von Kunst und Publikum, und deren Strategien der Konzentration, zu deuten.
Rogoff sucht an dieser Stelle nach anderen Möglichkeiten, um an Kultur teilzunehmen (other modes of participation in culture) und schlägt vor, mit unserer Aufmerksamkeit zu spielen, in dem wir z. B. wegschauen (look away). Sie sagt, dass die Kultur (und damit ist die Museumsinstitution gemeint) uns die Möglichkeit bietet, sich gemeinsam etwas anzusehen. Wohin wir dabei unsere Aufmerksamkeit lenken, bleibt uns überlassen.
Ihr geht es nicht um eine gelenkte Partizipation, sondern eher um die Setzung einer Plattform für eine nicht gelenkte Partizipation, die eine Partizipation des Publikums erst möglich macht. Sie wendet sich von der Dichotomie Objekt/Zuschauer ab, um stattdessen Platz für dynamische Manifestation eines Augenblicks der gelebten Kultur (lived cultural moment) zu gestatten. Dabei geht Rogoff davon aus, dass Kunst im Gegensatz zu Politik, Möglichkeiten für eine Vielzahl von Identitäten bietet. Sie kritisiert die Idee einer stabilen Identität, indem sie von einer Vielzahl von kulturellen und sozialen Identitäten ausgeht, derer wir uns beim Betreten einer kulturellen Institution, wie einem Theater oder einem Museum, bedienen.
Sie spricht von fragmentierten Identitäten einer Person, die verschiedene Aspekte, wie die Identität der Herkunft, der Sprache, der Sexualität, der Klasse usw., vereinen. Also kritisiert sie, dass in der Politik von uns eine einzige stabile Identität verlangt wird, damit wir dann als diese Identität z. B. wählen gehen, um für eine bestimmte Partei die Stimme abzugeben. In der Kunst wiederum sei es möglich, vielfache Identitäten zu haben und an verschiedenen subjektiven Positionen teilzunehmen.
Diese Identitäten werden während so eines Besuchs beständig wandelnd abgerufen und veranlassen das Publikum zu einem anhaltenden Wechselspiel zwischen gelenkter und ungelenkter Aufmerksamkeit. Sie verweist dabei auch auf die herkömmlich eindimensional belegte Rollenaufteilung des Publikums in viewer, spectator, listener o. ä.
Spricht Rogoff also von directed partizipation, so meint sie den von Künstlern oder Institutionen gestalteten Zugang und die daraus folgende Annäherung an eine oder mehrere künstlerische Arbeiten. Der Begriff undirected partizipation beschreibt hingegen die nicht gelenkte Beteiligung des Publikums, bei der sich dessen Aufmerksamkeit auf unvorhergesehene Vorkommnisse richtet. Der Verlauf dieser Aufmerksamkeit und die als bemerkenswert eingestuften Vorkommnisse werden laut Rogoff von den vielzähligen Identitäten bestimmt, mit denen das Publikum die Institutionen betritt.
Dabei stellt Rogoff die Frage, ob das Betrachten einer künstlerischen Arbeit zwischen den Betrachtenden eine Art von Gemeinschaft herstellt. Sie geht dabei davon aus, dass Kultur im Gegensatz zu Politik die Möglichkeit bietet, ein Thema gemeinsam zu beleuchten, ohne über einen einheitlichen Umgang damit entscheiden zu müssen. Wie schließlich jede einzelne Besucher damit umgeht, bleibt laut Rogoff, ihm oder ihr überlassen und ist von den jeweiligen Identitäten bestimmt. Die Frage nach der Gemeinschaft wird schließlich sofern bejaht, als Rogoff diese Gemeinschaft für einen Augenblick bildend sieht, die aus der Kommunikation der konkreten Situation, Ortschaft und der physischen Präsenz hervortritt.

#### Max Glauner
Der vergleichende Literaturwissenschaftler und Journalist Max Glauner wies im Themenband 240 des Magazins Kunstforum international, „Get involved! Partizipation als künstlerische Strategie“, als Herausgeber darauf hin, dass eine konsistente Theorie der Partizipation bisher nicht vorgelegt wurde. Neben der Ubiquität des Begriffs sei eine Geschichtsvergessenheit der meisten Autoren als Grund dafür zu konstatieren. Daher wurden in der Publikation systematisch-deskriptive Artikel zur Gegenwartskunst und Theater von Christian Kupke, Raimar Stange, Mira Sack Texten mit historischer Perspektive von Christoph Asendorf, Inke Arns und Sabine Sanio gegenübergestellt.
Bereits 2014 hatte Max Glauner in einem Aufsatz zu dem Medienkünstler Georg Klein aus der aristotelischen Trias der Kunsttheorie Produktion – Werk – Rezeption eine dreigliedrige Weise des Teilhabebegriffs abgeleitet. Demnach ist Teilhabe beziehungsweise Partizipation nicht auf eines der drei Momente der klassischen Kunstbetrachtung bezogen, sondern findet sich in allen drei in den Modi der Partizipation Interaktion, Kooperation und Kollaboration wieder. Im Unterschied zu Spektakel und Religion, die in ihren Teilhabeunternehmen ein „Sei-Dabei-und-Mittendrin!“ aufrufen, ist für die künstlerische Partizipation ein „Mittendrin-und-Draußen(-Sein)“ konstitutiv. Dabei ist auch nach Glauner nahezu jede Rezeption eine interaktive Partizipationsform, ein Modus, auf den der Kulturbetrieb kaum mehr verzichten kann. Dagegen stellen kooperative und kollaborative Teilhabeformate eine Seltenheit dar. Beide erfordern hochkomplexe Produktionszusammenhänge, wobei die Kooperation – häufig am Theater – noch verschiedene Akteure unter einer Künstlerpersönlichkeit und ihrer Handschrift vereint, agieren bei Kollaborationen selten mehr als zwei Akteure.
Als paradigmatisches Beispiel für eine gelungene Kollaboration steht für Glauner der Beitrag des Schweizer Künstlers Christoph Büchel für den Isländischen Pavillon The Mosque auf der Biennale von Venedig 2015. Während der Künstler im Vorfeld mit den Biennaleorganisatoren, Stadtverwaltung und Kirche kooperativ agierte, konnte das Projekt nur in der Reibung mit den Islamgemeinschaften Islands und vor Ort kollaborativ entstehen.

### Partizipation und Gemeinschaften in Theater und Performance
Nicht nur Irit Rogoff wirft die Frage auf, inwiefern in Theater und Performance eine Gemeinschaft erzeugt werden könne. Es ist davon auszugehen, dass Theater- und Performance-Aufführungen, aufgrund ihrer zeitlichen und räumlichen Begrenzung, nur sehr bedingt eine Gemeinschaft erzeugen können. Eine solche würde sich besonders durch eine zumeist ideologische Abgrenzung gegenüber anderen Gruppen oder Gemeinschaften auszeichnen, welche auch über einen längeren Zeitraum stabil bliebe. Eine Gemeinschaft im Zusammenhang mit dem Theater bzw. der Performance beschränkt sich jedoch meist auf die zeitliche Rahmung des Theater- / Performancegeschehens und zerfällt danach wieder.
Partizipatives Theater / partizipative Performance kann daher zwar ein „Wir-Gefühl“ und verschiedene Gruppenzugehörigkeiten erzeugen, z. B. durch starke Polemisierung und/oder die Aufforderung sich einem vorgestellten Meinungsbild sichtbar anzuschließen oder sich zumindest in irgendeiner Form dazu zu äußern. Diese sind jedoch von sehr begrenzter Dauer und nicht im Sinne einer identifizierbaren Gemeinschaft zu betrachten, da durch Theater und Performance nur einen meist kleiner ideologischer Bereich behandelt werden kann, deren Akteure außerhalb der Performance/Aufführung keine Gemeinschaft bilden würden. Auch eine gezielte Rhythmisierung kann dazu beitragen, dass sich Akteure einer Aufführung gleichsam auf einen gemeinsamen Rhythmus „einschwingen“ und sie dadurch ein starkes Gefühl von Zusammengehörigkeit empfinden, welches vorher bestehende (soziale, kulturelle, ethnische usw.) Unterschiede überwinden kann. Doch scheint es hier ebenfalls schwer, von der Erzeugung einer Gemeinschaft zu sprechen.
Theater und Performance eignen sich jedoch in besonderem Maße dazu, verschiedene Mechanismen aufscheinen zu lassen, welche eine Gemeinschaft erzeugen können und eine solche mehr oder weniger stabil halten. Dazu zählen u. a. eine gemeinsame ideologische Gesinnung, eine räumliche Nähe, das gemeinsame Erleben von Emotionen, besonders aber auch die Entstehung von Zwangsgemeinschaften aufgrund bestehender, teils unhinterfragter Machtverhältnisse und daraus resultierender Oppositionen. In der Kurzweiligkeit von solchen scheinbaren Gemeinschaften in Theater und Performance lässt sich eine Gefahrlosigkeit erahnen, welche es den Akteuren möglich macht, relativ schnell eine Position zu beziehen, ohne der Gefahr begegnen zu müssen, dadurch im Nachhinein einen wirklichen Nachteil zu erfahren – z. B. durch den Ausschluss aus einer Gemeinschaft auf Dauer oder andere über die Aufführung hinaus reichende Sanktionen.
Ebenso kann eine solche Gefahr durch Theater oder Performance thematisiert und erfahrbar gemacht werden. Dieser kann dort in spielerischer Form begegnet werden, die wirksamen Mechanismen wie Angst, Gruppenzwang, Sympathie u. a. können in besonderer Weise bewusst und erfahrbar gemacht werden.

### Historischer Überblick
Ausgehend von heutigen Sichtweisen auf partizipative Praktiken beleuchtet der folgende Überblick einige Entwicklungen der Formen von Partizipation anhand von gewählten Beispielen aus verschiedenen Jahrhunderten im mitteleuropäischen Raum. Dabei werden sowohl partizipative Entwicklungen und welche, die den partizipativen Charakter unterbinden, beleuchtet.

#### Griechische Antike
Schon früh fanden sich im Theaterkontext aktive Formen von Publikumsteilnahme wieder. In der griechischen Antike war Publikumspartizipation in den Kontext der Demokratie Athens und ihrer Institutionen eingebettet. Das Theater in Athen war eine soziale Kunstform. Sie war politisch und fester Bestandteil des öffentlichen Lebens der Polis. Der erste Beleg für dramatische Kunst im Athen der Antike lässt sich auf 508 v. Chr. datieren. Zu diesem Zeitpunkt wurde Theater im Rahmen der Dionysischen Festspiele aufgeführt, in dem jeweils Komödien und Tragödien in Wettbewerben gegeneinander antraten. Der Einfluss, sowohl demokratischer Ideale Athens, als auch der dionysischen Natur der Wettkämpfe, führte zu außergewöhnlich starker Inklusion und Partizipation (siehe Methexis).
Der griechische Theaterchor dieser Zeit setzte sich vorwiegend aus männlichen Laiendarstellern unter 30 Jahren zusammen und erreichte stärker die Identifikation des Publikums und die Aufmerksamkeit der Wettbewerbsjury, als professionelle Schauspieler. Publikumspartizipation war außerdem Bestandteil des Wettbewerbsergebnisses. Per Losverfahren wurden Wettbewerbsjuroren aus dem Publikum rekrutiert, und darüber hinaus waren diese ausgewählten Juroren angehalten, die Meinung der übrigen, großen Menge von Zuschauern mit einzubeziehen. Das Publikum hatte keine Skrupel ein Stück, das ihm missfiel, mit lauten Pfiffen, Rufen und Fußgetrampel aus dem Wettstreit zu schlagen. Erst ab 420 v. Chr. verschob das öffentliche Interesse seinen Fokus langsam weg von einem Chor aus freiwilligen Bürgern hin zu professionellen Schauspielern.

#### Römisches Theater
Das Theater im römischen Reich erlebte seine Blütezeit etwa zwischen dem vierten Jahrhundert vor und dem sechsten Jahrhundert nach unserer Zeitrechnung. Es war in hohem Maße durch das griechische Theater beeinflusst, variierte jedoch stark in Anlass, Inhalten und Formen der Präsentation. Dieser Abschnitt konzentriert sich vor allem auf die Theaterformen, bei denen Publikumspartizipation explizit willkommen war.
Während der Zeit der römischen Republik (509 v. Chr. – 27 v. Chr.) konzentrierte sich das öffentliche Theater vor allem in religiösen Festspielen und den öffentlichen Spielen (Ludi), die sie begleiteten. Seit Mitte des 4. Jahrhunderts vor der Zeitrechnung waren Bühnendarbietungen (Ludi scaenici) eingeführt worden. Diese Spiele waren offen für alle: Bürger wie Sklaven, Männer wie Frauen und auch Ausländer. Diese Vielfältigkeit des Publikums spiegelte sich in der hohen Varianz theatraler Unterhaltung wider, die angeboten wurde.
Das erste schriftliche Drama schreibt man dem ehemaligen griechischem Sklaven Livius Andronicus zu, der im Jahr 240 vor der Zeitrechnung seine Übersetzung eines griechischen Stückes bei den sogenannten Ludi Romani aufführte. Er schuf lateinische Versionen griechischer Komödien und Tragödien, indem er sie für ein relativ ungebildetes römisches Publikum adaptierte.
Die Spiele wurden von der Obrigkeit benutzt, um die Moral der Zivilbevölkerung während des Zweiten Punischen Krieges aufrechtzuerhalten. Die Inhalte der Spiele unterlagen einerseits der strengen Zensur und Kontrolle durch die römische Aristokratie, während sie andererseits durch den Geschmack eines größtenteils unkultivierten Publikums angeregt waren. Dies führte zum Ausschluss aller politischen oder sozialen Kontexte mit subversivem Potential und zur starken Ausbreitung schlüpfriger, sexualisierter Scherze.

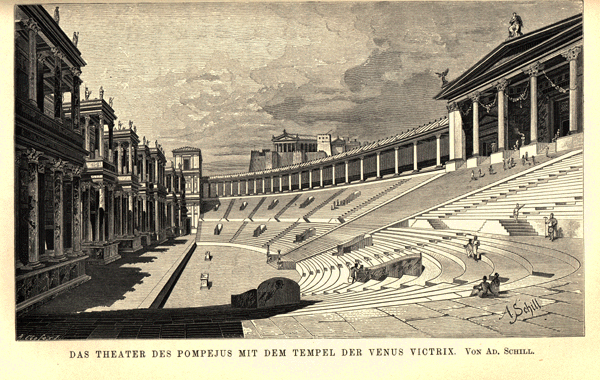
Theater des Pompeius; Rekonstruktionszeichnung 1908

Alle Theaterbauten in der römischen Republik wurden temporär zu bestimmten Anlässen aus aufwendigen, kostspieligen Holzkonstruktionen errichtet. Die erste Konstruktion eines permanenten Theaters im römischen Reich (44 v. Chr. – 476 n. Chr.) entstand durch den siegreichen General Gnaeus Pompeius Magnus im Jahr 55 v. Chr. Er schuf damit vor allem einen Ort, an dem er und spätere Politiker und Führer vor einer großen Masse auftreten konnten, um ihre Autorität vor der Volksbasis zu präsentieren und zu festigen. Das Theater des Pompeius, Prototyp für viele Weitere im ganzen Reich, fasste wohl bis zu 20.000 Zuschauer und war wahrscheinlich das größte und auch das kostspieligste Theater Roms. Präsentationen im Theater wurden ein weitverbreitetes politisches Mittel der Imperatoren. Theateraufführungen und Spiele boten ihnen die seltene Gelegenheit, von ihrem Volk gesehen zu werden und direkt mit ihm zu kommunizieren: durch Verkündigungen des Ersteren, sowie Beifall und Jubel, skandierte Missfallensbekundungen oder Petitionen der Letzteren. Die Interaktion mit den Herrschern und folgliche Partizipation nicht nur an der theatralen Performance, sondern auch – zumindest hypothetisch – am politischen Leben im Staat, wurde zum Schwerpunkt der Veranstaltung. Häufigkeit und Ruhm der Spiele wuchsen derart an, dass der römische Imperator und das Volk wohl bis zu ein Drittel des Jahres zusammen in Aufführungen verbrachten.
Eine weitere Erscheinungsform des Theaters, die ebenso zur Publikumspartizipation einlud, war eine neue Art von Pantomime. Sie verbreitete sich in der frühen Periode des Imperiums und zog ein großes, begeistertes bäuerliches Publikum an. Die römischen Schauspieler selbst galten offiziell als unehrenhaft; sie unterlagen strengen gesetzlichen Einschränkungen, und ihnen wurde die römische Staatsbürgerschaft aberkannt, obwohl manche von ihnen den Status einer Prominenz, wie wir es heute kennen, erreicht hatten. Die letzten Belege szenischer Unterhaltungskultur in Rom wurden im Jahr 549 n. Chr. dokumentiert. Das offizielle Theater verschwand innerhalb weniger Jahrzehnte.

#### Mittelalterliches Europa
Die frühmittelalterliche Öffentlichkeit im christlichen Europa lässt sich als nahezu gänzlich theaterfreier Raum bezeichnen, nimmt man die Possenspiele, Tanz- und Akrobatikaufführungen fahrender Spielleute aus, die wohl die einzige Kontinuität szenischer Unterhaltung von der Spätantike zum Mittelalter zeichnen.
Erst ab dem zehnten Jahrhundert bildete sich als Bestandteil der christlichen Liturgien das geistliche Spiel des Hoch- und Spätmittelalters heraus. Es waren szenische Schauspiele, die im Wesentlichen die biblische Oster-, Passions- und die Weihnachtsgeschichte wiedergaben. Bis ins 13. aharhundert beschränkte sich der Aufführungsort auf die Kirche und die Sprache der Aufführung auf Latein. Die Spiele galten keiner Illusion, sondern waren Ritual, die der Erfahrung und Konstituierung aller Anwesenden – Akteure und Publikum – als religiöse Gemeinschaft bzw. Gemeinde diente. „Der Betrachter nahm die Spiele wie ein lebendiges Andachtsbild wahr, gleich einer Frömmigkeitsübung.“

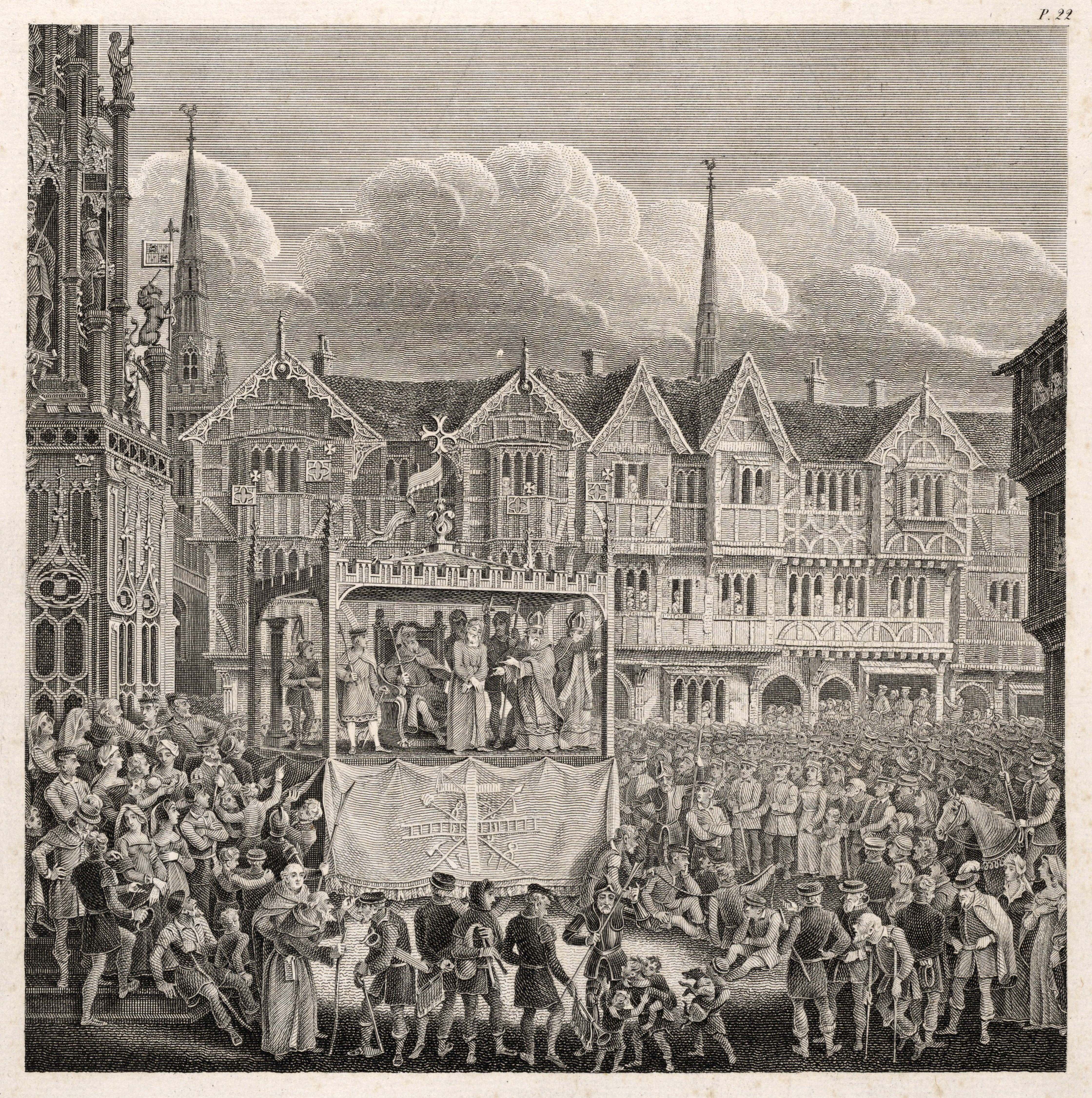
The Trial and Crucifixion of Christ, englisches Mysterienspiel in einer Darstellung von Thomas Sharp, 1825

Ab dem 13. Jahrhundert erlangte sozial-realistischer Inhalt hin und wieder Eingang in die geistlichen, und in den nächsten Jahrhunderten immer mehr verweltlichten Spiele. Zudem fanden die Aufführungen ihren Weg aus der Kirche hinaus auf die Marktplätze oder andere öffentliche Orte, wo sie auf teilweise aufwendig hergestellten Simultanbühnen und in nicht lateinischer Sprache stattfinden konnten. Die Rezeption des Publikums, dem die Trennung von Spiel und Realität im Mittelalter teilweise nur leidlich bewusst war, erfolgte zeitweise sehr emotional, so dass bspw. im 15. Jahrhundert den Aufführungen religiöse Massenhysterien oder gegen Juden gerichtete Gewaltausbrüche folgen konnten.
Parallel dazu entstanden ab dem 12. Jahrhundert. verschiedene Spiele und Gebräuche im Rahmen des Fastnachtbrauchtums, das alljährlich in den sechs Wochen vor der Fastenzeit stattfand. In diesem wurde die autoritäre Ordnung für eine gewisse Zeit von den Akteuren außer Kraft gesetzt bzw. nicht anerkannt. Spottlieder, Farcen und Satiren wurden aufgeführt. Feierliche Prozessionen erlaubten allen Teilen der Bevölkerung mit zu agieren.

#### Feste Theaterhäuser im 16./17. Jahrhundert
Feste Theaterhäuser entstanden keinesfalls gleichzeitig. Während mit dem Elisabethanischen Theater vergleichsweise früh ein festes Theaterhaus mit fester Theaterkompanie etabliert wurde, entwickelten sich andere europäische Staaten auf verschiedene Weise.
Durch die räumliche und zeitliche Fixierung einer Aufführung konnte sich ein neues Verhältnis zwischen Künstlern und Publikum entwickeln. In einem Theaterhaus, in dem das Publikum zahlt, feste Plätze einnimmt und der Bühnenraum ein abgegrenzter, mit Requisiten und Kulissen versehener Raum ist, findet eine Festigung der Aufmerksamkeit statt, die bei einer Aufführung „im Vorbeigehen“ auf einem öffentlichen Platz nicht geschieht. Eine Aufführung wird mehr zu einem Ereignis. Das Verhältnis von Werk, Künstlern und Publikum war jedoch durchaus unterschiedlich.

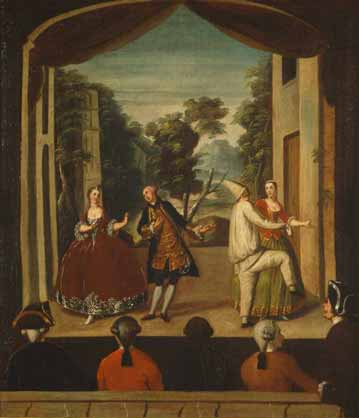
Pietro Longhi: Theaterszene mit Pulcinella, um 1780.
Ansicht einer Theaterszene, in der die Bühne klar vom Publikumsraum abgegrenzt ist, trotzdem sind Wechselwirkungen zwischen Akteuren und Zuschauern möglich.

##### England, Elisabethanisches Theater
Der Begriff Elisabethanisches Theater bezieht sich streng genommen auf die Arbeit der Theater zur Regierungszeit von Königin Elisabeth I. (1558–1603), wobei der Ausdruck auch häufig für das Theater unter ihren beiden Nachfolgern (James I. und Charles I.) verwendet wird. Als besondere Repräsentanten dieser Ära gelten William Shakespeare und das Globe Theatre, auf die sich der folgende Abschnitt bezieht.
Um 1600 fassten die meisten Londoner Theater bis zu 3000 Menschen in unterschiedlichen Sitzklassen, die mit günstigen Preisen eine beliebte Unterhaltungsform für alle sozialen Stände boten. Zwischen den verschiedenen Theatern und anderen Vergnügungsinstanzen, wie etwa Bärenhetze oder Hahnenkämpfe, fand eine rege Konkurrenz um das Publikum statt, sodass die Aufführungen hauptsächlich darauf ausgelegt waren, dem Publikum zu gefallen. Insofern partizipierte damals das Publikum implizit an dem Inhalt der Stücke – das Thema, die Gestaltung die Dialoge und die Auswahl der Kostüme waren an die Vorlieben des Publikums angepasst.
Das Publikum der unteren Klassen (groundling, aus dem engl. Parterrebesucher) stand im Innenhof direkt vor der Bühne und war somit direkt am Geschehen. Er hatte dementsprechend die Option, physisch in die Aufführung einzugreifen. Die Reste, der zum Kauf angebotenen Speisen und Getränke, wurden nicht selten auf die Akteure geworfen, die dem Publikum missfielen. Ein enttäuschtes Publikum im Innenhof konnte aggressiv und sogar handgreiflich werden; sich in Rangeleien verwickeln, die die Requisite demolierten. Auf diese störenden Ausschreitungen wurde in einigen Aufführungen sogar Bezug genommen: in Hamlets Worten sind die groundlings diejenigen, „die meistens von nichts wissen als verworrnen, stummen Pantomimen und Lärm“ [„are for the most part capable of nothing but inexplicable dumb-shows and noise.“] (Hamlet, 3. Akt, 2. Szene).
Die Plätze auf den Rängen, die den Hof umringten, waren teurer und reichten von Holzbänken zu opulenten Lord’s Rooms für den Adel. Für die oberen Stände war das Theater ein Ort, um zu sehen und gesehen zu werden. Dies hielt das adlige Publikum jedoch nicht davon ab, durch Jubel, Buh- und Zwischenrufe lauthals kundzutun, was es von der Aufführung hielt. Die Lord’s Rooms waren auf den Balkonen direkt neben der Bühne angesiedelt, sodass deren Insassen für das übrige Publikum fast ebenso gut zu sehen waren, wie die Akteure auf der Bühne.

##### Spanien
Im barocken Spanien des 16. Jahrhunderts etablierten sich von der italienischen Commedia dell’Arte inspirierte Bühnen. Geprägt durch den Katholizismus und die Macht der Inquisition waren die Inhalte der Stücke jedoch sehr festgelegt. Das Publikum wurde hauptsächlich mit Komödien bedient, die sich größter Beliebtheit erfreuten, die jedoch die irdische und himmlische Ordnung immer wieder in ähnlicher Weise manifestierten. Künstler spielten festgelegte Charaktere, die immer wieder in ähnlicher Weise auftauchten, während das Publikum auf seichte und triviale Weise ganz im Sinne des Adels und der Kirche unterhalten wurde.

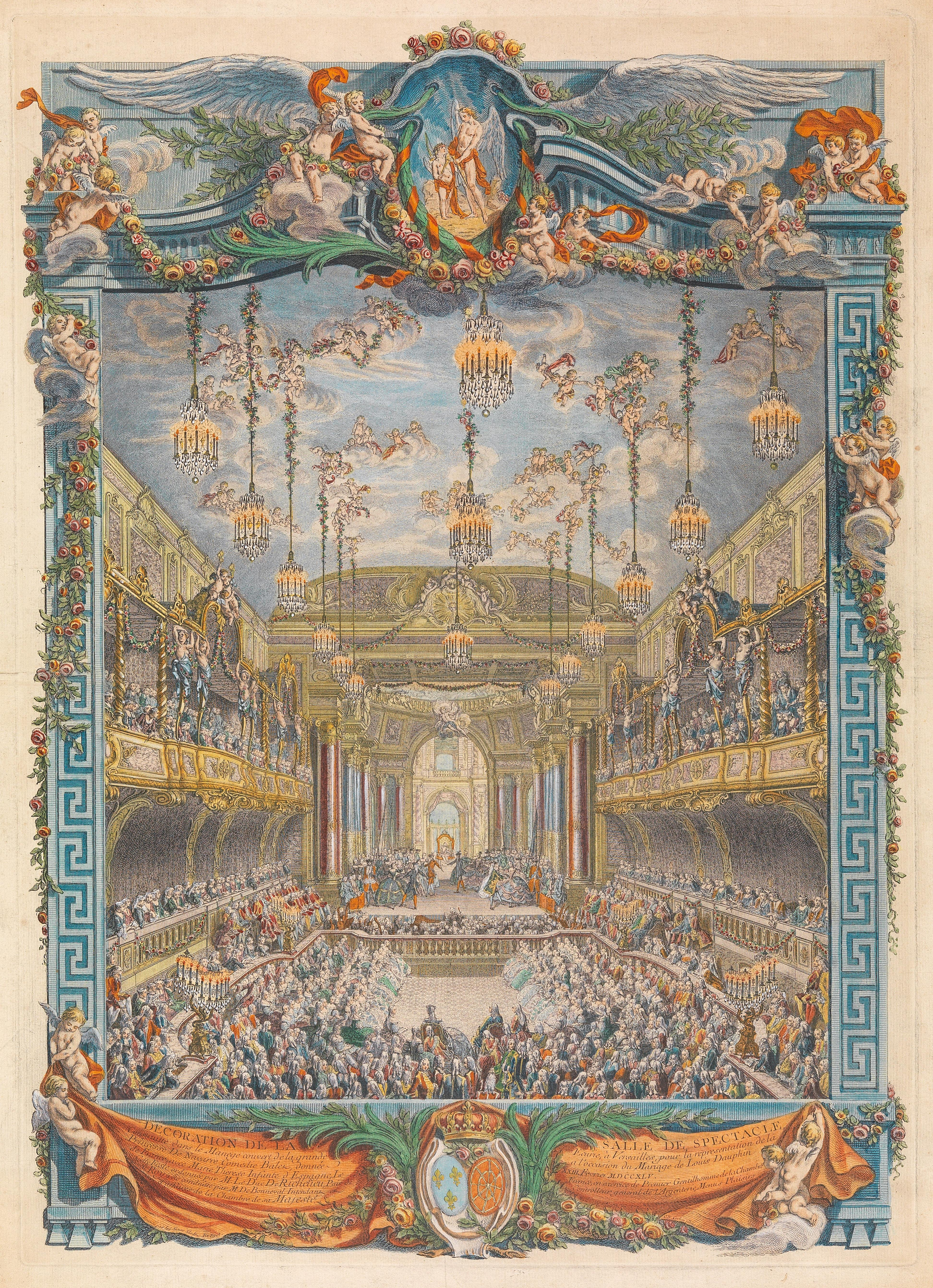
Theaterdekoration in Versailles, 1745

##### Frankreich
Die französischen Bühnen repräsentierten den Geist der Zeit: insbesondere unter Ludwig XIV. (1643–1715) hielt der überschwängliche Pomp auf den Bühnen des höfischen Theaters Einzug. Die beweglichen Kulissen und ausgefeilten Bühnenmaschinerien waren zum Teil so geräuschvoll, dass Musik und Sprache auf der Bühne in diesem Lärm untergingen. Die Inszenierung von politischer Macht rückte stark in den Vordergrund, nicht zuletzt dadurch, dass sich unter anderem hohe Adelige und der König selbst als Künstler auf der Bühne versuchten, um sich dem Publikum wirkungsvoll zu präsentieren. Und auch das höfische Publikum bekam die Chance, sich im Theaterhaus der Öffentlichkeit zu zeigen. Die Platzverteilung auf den Rängen war Ausdruck von Hierarchien und nicht selten mussten sich die Künstler auf der Bühne anstrengen, damit ihre Kostüme jene des Publikums in Prunk und Auffälligkeit übertönten. Hier zeigt sich, trotz der Trennung in Bühnen- und Zuschauerraum, eine starke Verwischung von Inszenierung und Wirklichkeit.

##### Aufklärung in Deutschland
Im Zeitalter der Aufklärung begannen Dramatiker wie Gotthold Ephraim Lessing, Friedrich Schiller, Johann Wolfgang von Goethe und Johann Christoph Gottsched in Deutschland das Theater als Veranstaltungsort entscheidend zu verändern. Dies wird auch als der Beginn des bürgerlichen Theaters bezeichnet.
Die Zuschauer, die bis dato im Zuschauerraum vor allem in einem kommunikativen Austausch miteinander standen, wurden nun durch verschiedene Mittel (abgetrennte Sitzplätze, Abdunkelung des Saals etc.) dazu gebracht, einen möglichst ungestörten Blick auf das Bühnengeschehen zu bekommen. Während der Zuschauerraum nun weniger Einfluss auf das Bühnengeschehen haben sollte, war auch das Bühnengeschehen weitaus unabhängiger von den Zuschauern. Unruhen im Zuschauerraum wurden unterbunden. Diese Separierung von Zuschauerraum und Bühne gelang auch mittels der sogenannten vierten Wand, eine nicht sichtbare Begrenzung der Bühne, durch die die Zuschauer auf das Bühnengeschehen blicken konnten, die Schauspieler sie jedoch als imaginäre Wand bespielten.
Ziel dieser neuen Anordnung war es, den Zuschauern die Möglichkeit zu geben, sich in die Handlungen einzufühlen. Ebenso versuchten die Dramatiker, die zu dieser Zeit meist ihre Stücke auch selbst inszenierten, moralisierende Inhalte auf der Bühne zu zeigen. Durch die Möglichkeit der Einfühlung, sollten die Zuschauer zu moralischen Menschen erzogen werden. In weiterführender Konsequenz macht die damalige Erziehung der Zuschauer die bis heute üblichen Umgangsformen im Theater aus.

#### Neuer Geltungsbereich des Theaterregisseurs im 19. Jahrhundert
Im 19. Jh. war das Theater unter anderem durch den Begriff der Theaterfreiheit geprägt, welcher das Theater als oft einzigen Ort für öffentliche Versammlungen beschreibt. Das Theater genoss zu dieser Zeit eine große Nachfrage, welche Neugründungen und Neubauten mit sich brachte, z. B. das Deutsche Theater (1850), das Lessingtheater (1888) in Berlin und das Boulevardtheater Théâtre de la Gaîté-Montparnasse (1869) in Paris.
Zu Beginn des Jahrhunderts war die Aufgabe des Theaterleiters noch, das literarische Werk zur Anschauung zu bringen und die Werktreue zu garantieren. Durch die Gefahr einer vom Staat auferlegten Zensur waren die Theaterleiter meist gezwungen, Inszenierungen zu kontrollieren, um einer Strafe zu entgehen.
Dagegen zeigte sich gerade im späteren Verlauf des Jahrhunderts eine entgegengesetzte Entwicklung. Vielerorts wurde nun zunehmend von einem Arrangeur im künstlerischen Sinne gesprochen und es bildete sich Stück für Stück das Berufsbild des Regisseurs heraus. Gegen Ende des 19. Jh. wurde dem Regisseur nicht nur Entscheidungen zur künstlerischen Gesamtkonzeption des Werkes überlassen, sondern ebenso die Leitung der Probenarbeit und des Ensemblespiels. Hier zeigt sich eine institutionelle Hürde, welche es in erster Linie anderen Theatermitarbeitern erschwerte, an der Entstehung einer Aufführung mitzuwirken.

#### Theater der 1920er und 1930er Jahre
In der Weimarer Republik verfeinerten verschiedene Avantgardisten ihre Bühnenexperimente. Erwin Piscator etwa versuchte sich an seiner Idee eines Totaltheaters. Dieses zeichnete sich durch hohen technischen Aufwand aus, dass die Zuschauer in unmittelbare Befugnis zum Bühnengeschehen brachte. Ähnlich politisch orientiert, versuchte der aufstrebende Dramatiker Bertolt Brecht sein Modell vom epischen Theater an den Berliner Bühnen zu etablieren. In diesem Modell entfernt sich Brecht vom klassischen Theaterdispositiv von Bühne und Zuschauerraum und orientiert sein Theater an einer Straßenszene. Die Kommunikation zwischen den Beteiligten, also Akteure und Publikum müsste demnach auf ein neues Maß wachsen. Ebenso orientierte Brecht sein Theater an Sportveranstaltungen, in denen das Publikum in weit größerem Maße, als im bis dahin vorherrschenden Theater, partizipativ teilnehmen kann. Ebenso wie Brecht die Kommunikation zwischen Akteuren und Publikum forcieren wollte, sollte diese auch zwischen denen im Publikum Anwesenden existieren – bis hin zu hitzigen Debatten über die im Bühnenraum verhandelten Themen.
Insgesamt waren die 1920er Jahre von einem starken Klassenkampf geprägt. Politische Strömungen von kommunistischer wie nationalistischer Seite versuchten, Anhänger für ihre Ziele zu gewinnen. Als Ausläufer der sogenannten Volksbühnenbewegung entstand etwa eine Vielzahl an Agitpropgruppen, die das Ziel hatten, mit ihren Aufführungen einen Beitrag zum Klassenkampf der Arbeiterklasse zu leisten. Hierfür machten sich die Gruppen unterschiedliche Formen der Aufführung zu Nutze. Neben Liedern und kleinen Stücken, war vor allem der Chorgesang gemeinsam mit dem Publikum fester Bestandteil der Aufführungen.
Das Theater unter den Nationalsozialisten orientierte sich weitestgehend an den Errungenschaften der Avantgarde. Des Weiteren ist die von nordischer Mythologie geprägte Thingspiel-Bewegung nennenswert. Dem Ziel der Nationalsozialisten – der Schaffung eines homogenen Volkskörpers – untergeordnet, entstanden Spielstätten mit einem Fassungsvermögen von bis zu 50.000 Zuschauern. Von der Bühnenform her, versuchte man sich an den Arenabühnen Max Reinhardts und bemühte sich um eine direkte Nähe zwischen Darstellern und Zuschauern. Auch Chöre, die in den Reihen des Publikums positioniert waren, bekamen eine große Bedeutung. Die Thingspiel-Bewegung verlor jedoch nach 1936 an Bedeutung, nachdem man in den eigenen Reihen die nationalsozialistische Revolution für beendet erachtete.

### Partizipative Theaterformen und Strömungen
Im historischen Überblick lassen sich nicht immer eindeutig Entwicklungen abgrenzen, vielmehr finden Entwicklungen zeitlich parallel zueinander an verschiedenen Orten statt, und gegenseitige Einflüsse lassen sich nur bedingt nachvollziehen. Im Folgenden werden demnach Beispiele aufgegriffen, die hinsichtlich verschiedener Strömungen und Formen aus europäischer Sicht relevant für den Begriff Partizipation erscheinen.

#### Puppentheater
Ein Beispiel für Partizipation, die bereits im Kindesalter erfahren wird, ist das Puppentheater/Kasperletheater. Für das Fortführen der Handlung spielt das Publikum bzw. die Kinder eine Rolle. Sie werden in das Geschehen miteinbezogen, z. B. warnen sie Kasperle vor dem Bösewicht. Dabei wenden sich ihre Ausrufe der Warnung direkt an den Kasperle, wodurch er sich rechtzeitig in Sicherheit bringen kann. Ohne das Mitwirken der Kinder würde es für Kasperle also ein böses Ende nehmen – zumindest wird diese Handlungslogik erzeugt, indem den Kindern Fragen gestellt werden wie „Seht ihr den bösen Wolf?“. Ohne die Auskunft der Kinder würde Kasperle den Wolf nicht zu sehen bekommen und wäre ihm ausgeliefert. Jens Roselt beschreibt diesen Sachverhalt auch, als vermutlich „für viele Menschen die erste Theateraufführung in ihrem Leben, an der sie als Zuschauer teilnehmen“. Diese Beobachtung begründet er auf der obligatorisch zum Kasperletheater dazugehörigen Frage „Seid Ihr alle da?“, welche das Kind zum Antworten und somit zum Handeln bewegt. Das Kind wird aus seiner passiven Zuschauerfunktion geholt.

#### Theateravantgarde
Die Theaterregisseure der Avantgarde zu Beginn des 20. Jh. wehrten sich gegen die Guckkastenbühne und die mit ihr einhergehenden Trennung von Bühnen- und Zuschauerraum. Regisseure wie Max Reinhardt, Wsewolod Meyerhold oder Erwin Piscator experimentierten mit Bühnenformen, die neue Perspektiven für das Publikum ermöglichen würden. Ein bekanntes Beispiel ist die auf die Antike zurückgehende Arenabühne. Hierbei sitzt das Publikum im (nicht ganz geschlossenen) Kreis um die Bühne herum. Die Akteure werden für das Publikum so zu dreidimensionalen Figuren. Auch für die Akteure ergaben sich durch diese Bühnenform neue Möglichkeiten. Die Aufgänge auf die Bühne erfolgten beispielsweise in Reinhardts König Ödipus-Inszenierung durch die Reihen des Publikums. Die Akteure waren somit für das Publikum zum Greifen nahe. Im Gegensatz zum Theater des 19. Jh. stellten Experimente wie diese Revolutionen im Theater dar und bildeten auch die Grundlage für Theater, in denen das Publikum in die laufende Handlung einbezogen wird.

#### Theater der Unterdrückten
Der 1931 in Rio de Janeiro geborene Augusto Boal entwickelte ausgehend vom „versteckten Theater“ das Theater der Unterdrückten. Das Unsichtbare Theater, Forumtheater und Legislative Theater sind Methoden bzw. weiterführende Modelle des Theaters der Unterdrückten. Boal greift diese Form in den sechziger Jahren als Antwort auf die Militärdiktatur in Brasilien wieder auf. Das Unsichtbare Theater arbeitet mit Interventionen im öffentlichen Raum, die von Akteuren gespielt werden, ohne dass die Umstehenden in die Fiktion der Situation eingeweiht werden. Auf diese Weise wird das Publikum zugleich zu Agierenden und die Akteure beobachten ihrerseits, wie sich die von ihnen initialisierte Situation entwickelt.

#### Performance und Happening der 1960er
Die Happenings der 1960er-Jahre werden im obigen Abschnitt über Allan Kaprow beschrieben.

### Partizipation im Theater und Performance heute

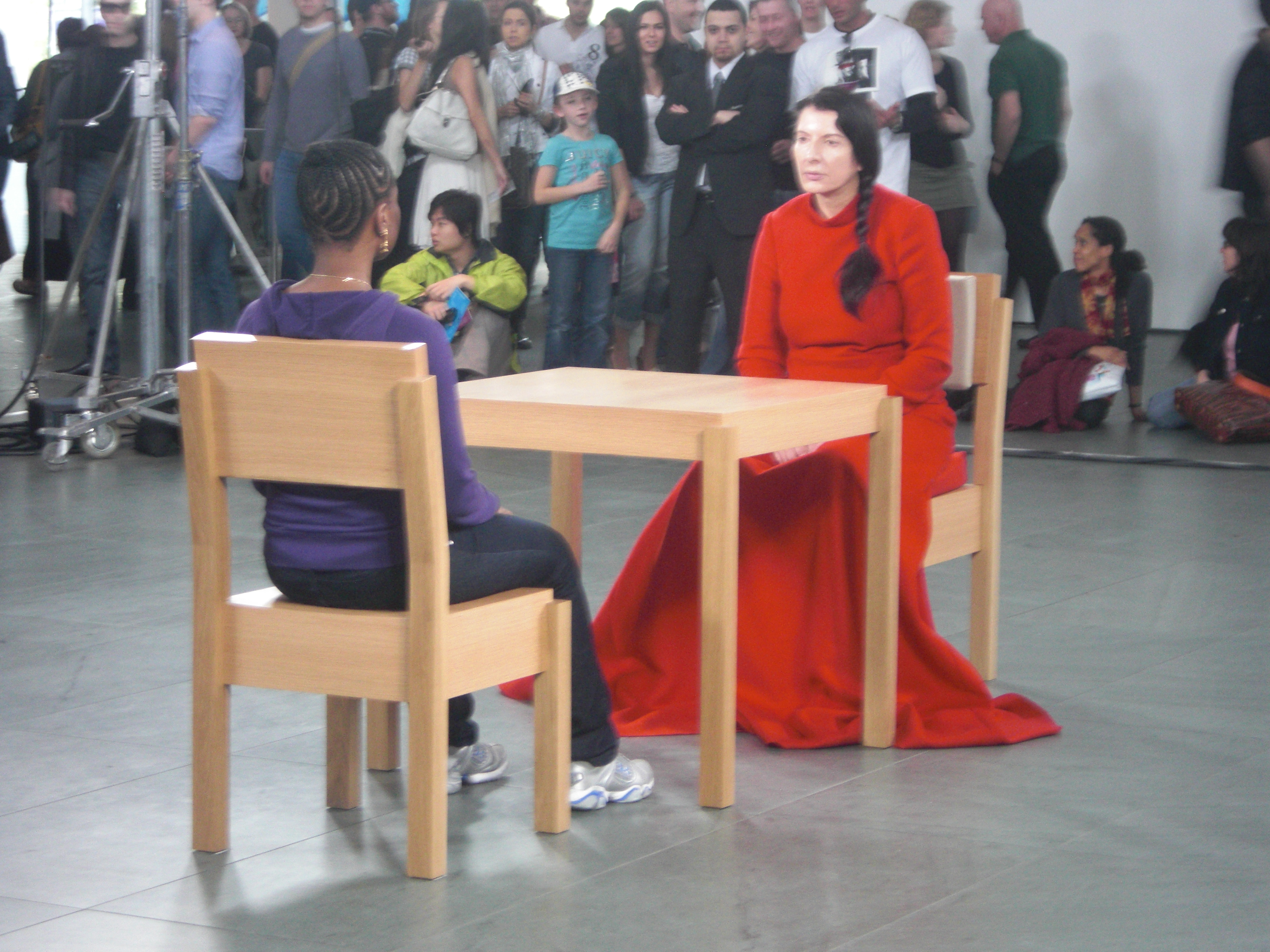
Marina Abramovic bei ihrer Performance „The Artist is present“ im MoMA in New York.
Das Publikum hat die Möglichkeit zu partizipieren, indem es in die Situation beliebig eingreift.

#### Immersives Theater
Der Begriff des immersiven Theaters taucht erstmals im 21. Jahrhundert auf, kommt ursprünglich aus dem englischsprachigen Raum und ist im deutschen Sprachgebrauch bisher nicht gängig. Es handelt sich um eine Form des partizipativen Theaters, in welchem die Grenzen zwischen der Wahrnehmung der Beteiligten und der Wahrnehmung ihrer Rollen verschoben werden. Oft werden öffentliche Räume oder andere Nicht – Theaterräume bespielt. Die Zeitlichkeit im immersiven Theater kann sich von einigen Stunden bis hin zu mehreren Jahren ziehen.
Die britische Theaterkompanie Punchdrunk gilt als eine der Pioniere des immersiven Theaters.
Beispiele aus dem deutschsprachigen Raum sind zum Beispiel die dänische Performancegruppe SIGNA, die österreichische Performancegruppe Nesterval, sowie der deutsche Aktionskünstler Christoph Schlingensief.
Christoph Schlingensief beispielsweise betont bei der Grundsteinlegung des Operndorfes im Jahr 2010: „Das Verhältnis zwischen den Menschen sollte das größte Kunstwerk sein.“ Das Projekt ist wie die Gründung der Partei Chance 2000 als Kunstplattform nachhaltig angelegt und wird von Aino Laberenz, Witwe des inzwischen verstorbenen Schlingensiefs, weitergeführt. Die Kunst soll aus dem Leben herauswachsen: Besucher und Bewohner des Dorfes sind Publikum und Künstler gleichzeitig. Die Bühne unter freiem Himmel liegt inmitten des von dem Architekten Diébédo Francis Kéré gestalteten Dorfes und ist umgeben von einer Schule, einem Tonstudio, Krankenhaus und anderen Modulen. Sie können jederzeit bespielt oder als Podium genutzt werden.
Die folgenden drei Beispiele verbindet das direkte Einbeziehen des Publikums bzw. der Teilnehmer in das Geschehen der Veranstaltung. Zugleich wird in diesen zufällig ausgesuchten Beispielen auch auf die Unterschiede in der Art und Weise, wie die Partizipation in einem theatralen Kontext inszeniert werden kann, hingewiesen.

#### SIGNA
Die Performancegruppe SIGNA führt seit 2001 Performances durch, die gerade durch ihren partizipatorischen Charakter für großes Aufsehen beim Publikum und in der Presse sorgen. Bei SIGNA – Performances wird die vierte Wand komplett aufgebrochen. Der Zuschauer wird in die Geschichte der Performance eingebunden und bewegt sich meistens frei durch die von SIGNA bespielten Räume, entscheidet, wie sehr er in das Geschehen eingebunden wird, spricht und agiert mit den Performern. So wird das Publikum Teil der jeweiligen Performance und zum Akteur dieser.

„Vierte Wand? Keiner reißt die zur Zeit so konsequent ein wie Signa und ihr gleichnamiges Kollektiv, keiner macht den Zuschauer so radikal zum Teil des Spektakels.“

In der Inszenierung Club Inferno von 2013, Volksbühne Berlin, bespielte SIGNA eine leerstehende Wohnung in Berlin-Wedding. Es entstand ein Club, in welchem das Publikum für mehrere Stunden als Clubbesucher eintreten konnten. Um mehr von der Geschichte des Clubs und seinen Bewohnern zu erfahren, musste man direkt in Kontakt mit den Performern treten, sie befragen, mit ihnen in Gespräche treten und ihren Anweisungen folgen. Einzelne Zuschauer partizipierten so weit, dass sie sich auszogen, Performer küssten, gemeinsam speisten, sich gegenseitig wuschen und sich auspeitschen ließen.
In der darauffolgenden Performance Schwarze Augen, Maria von 2013 im Deutschen Schauspielhaus lud SIGNA die Zuschauer ein, die Räumlichkeiten eines ehemaligen Schulgebäudes, umgestaltet in die Klinik Haus Lebensbaum, als Besucher zum „Tag der offenen Tür“ zu besuchen. Man konnte die dort lebenden Familien, dargestellt durch Performer von SIGNA, kennenlernen, sich mit ihnen unterhalten, ihre Geschichte erfahren, mit ihnen spielen, essen, trinken und am Ende des Abends zu einer gemeinsamen Feier zusammenkommen.

#### Gob Squad
Das deutsch-englische Theaterkollektiv Gob Squad, welches sich seit 1994 intensiv mit dem Thema Partizipation auseinandersetzt, bezieht immer wieder Gäste in ihre Aufführungen ein. In ihrer Arbeit Saving the World von 2008 wurden Passanten auf der Straße angesprochen und nach ihrem Leben befragt, z. B. wer sie sind, was sie arbeiten oder was sie mögen. Die szenische Befragung ist dabei in ein futuristisches bzw. märchenartiges Setting eingebettet. Das Ergebnis ist eine Mischung zwischen Dokumentation, Inszenierung und Kunstprojekt, welches zumeist in Theaterhäusern vor Publikum aufgeführt wird.
In „Room Service – help me make it through the night“ beobachten die zahlenden „Theaterbesucher“, aus einem Lobbyraum aus in einem Hotel, vier Performer, die sich in je einem Zimmer des Hotels befinden und über je einen Monitor zu sehen und zu hören sind. Immer wieder rufen Performer auf einem Telefon im Zuschauerraum an und versuchen, mit jemandem aus dem Publikum zu sprechen. Es entstehen dabei mannigfaltige Möglichkeiten der Interaktion aller Beteiligten untereinander. Obwohl die Performer sich an verschiedenen Handlungsepisoden thematisch orientieren können, sind die Reaktionen des Publikums generell offen und eine eigenständige Form der partizipativen Aufführung, da Teile des Publikums immer wieder zum handlungsstiftenden Element der Aufführung werden.

#### CUE
Mit dem CUE haben die Initiatoren eine Plattform in Berlin geschaffen, die von verschiedenen Definitionen wie Happening, ein interdisziplinäres Event, Improvisation oder Jam, die ein zu eng für dieses Format gefasstes Verständnis einer Veranstaltung hervorrufen, bewusst Abstand nimmt. Improvisation im interdisziplinären Kontext (Musik, Klang, Tanz, Performance, Malerei, Videokunst u. v. m.) ist der Ausgangspunkt des Konzepts im 2007 gewesen. Seither ist CUE ein regelmäßiges (ursprünglich ein monatliches) Treffen, das in einem vorgegebenen Raum zu einer vorgegebenen Zeit stattfindet. Zusammen mit der Partizipation der Teilnehmer werden somit die Rahmenbedingungen der Veranstaltung genannt, da alles Weitere sich im Verlauf des Abends aus der Begegnung mit dem Unvorhersehbaren („a temporary encounter with the unforeseeable“) generieren soll.
Da es keinen Leiter oder Regisseur gibt, verteilt sich die Aufgabe der Gestaltung des Abends auf alle Teilnehmer und derer Wünsche und Bedürfnisse („needs“). Gestaltung des Abends steht also im Vordergrund als eine gemeinsame Aufgabe und Verantwortung der Teilnehmer. Im engeren Sinne wird hier „cue“ als ein kommunikatives Werkzeug verstanden, das in diesem Prozess eingesetzt wird.
Die Erfahrungen aus den praktischen Begegnungen in verschiedenen CUE Veranstaltungen seit 2007 werden von einer theoretischen Auseinandersetzung mit dem Konzept des CUE begleitet. Es werden Fragen wie – Was ist ein Event? Wie kann man Bedingungen erschaffen, die die Teilnehmer zur Partizipation einlädt, noch bevor das Event begonnen hat? Welche Art von Partizipation wird in einer CUE Veranstaltung erwartet? – gestellt und verschiedene Möglichkeiten geboten, diese Fragen zu beantworten.
Seit 2008 fand das Projekt CUE neben Berlin in weiteren europäischen Städten wie Madrid, Istanbul, Rotterdam, Palermo, Barcelona und Riga statt. Zusätzlich zu einzelnen Veranstaltungen in o. g. Städten wurde eine gemeinsame Onlineplattform geschaffen, die über Liveübertragung eine Kommunikation zwischen den Städten ermöglichte.
Das Projekt CUE verfügt über umfangreiche Onlinearchive, denen die Dokumentation der einzelnen Abende genauso wie theoretische Konzeptweiterführung der bisherigen 7 Jahre zu entnehmen ist.